# هنري بورتر (لاعب كرة قاعدة)
هنري بورتر (بالإنجليزية: Henry Porter)‏ هو لاعب كرة قاعدة أمريكي، ولد في يونيو 1858 في فيرغينيس في الولايات المتحدة، وتوفي في 30 ديسمبر 1906 في بروكتون في الولايات المتحدة.

## وصلات خارجية
- هنري بورتر على موقعبيزبول رفرنس.كوم (الدوري الرئيسي) (الإنجليزية)
- هنري بورتر على موقعبيزبول رفرنس.كوم (الدوري الثانوي) (الإنجليزية)